# Dwojaki (Dolina Jarząbcza)

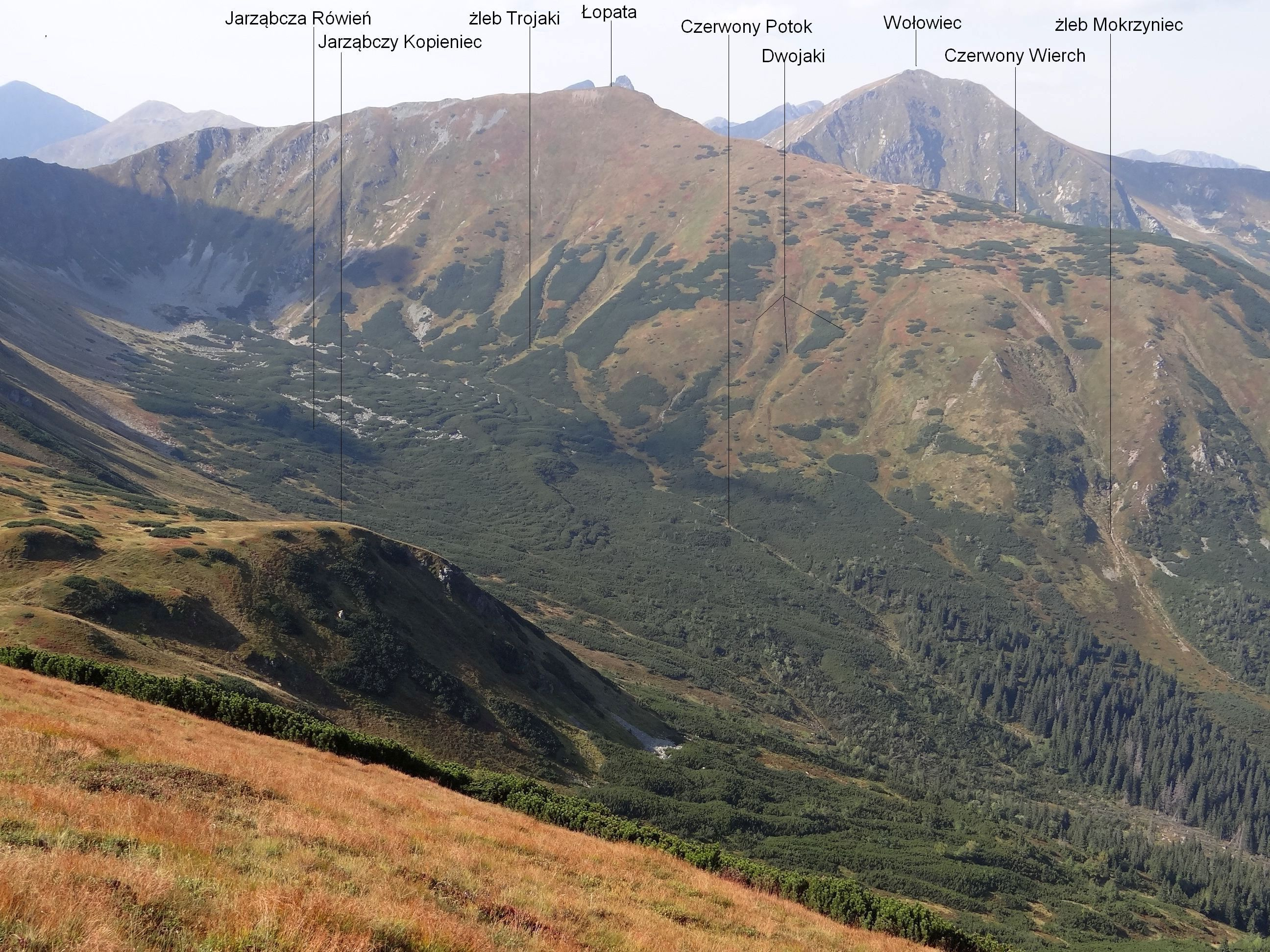
Widok z Trzydniowiańskiego Wierchu

Dwojaki – część wschodnich stoków Czerwonego Wierchu, opadających na Jarząbczą Rówień w Dolinie Jarząbczej w Tatrach Zachodnich. Znajduje się pomiędzy żlebami Trojaki i Mokrzyniec. Dwojaki pocięte są kilkoma płytkimi żlebkami (bruzdami), którymi w czasie większych opadów spływa woda do Czerwonego Potoku. W górnej części tych żlebków znajdują się okresowe źródła.
Dwojaki to nazwa ludowego pochodzenia, dawniej bowiem były to tereny wypasowe Hali Jarząbczej.